# Nowy międzynarodowy ład informacyjny
Nowy międzynarodowy ład informacyjny (ang. New World Information and Communication Order, NWICO) − postulowany w latach 1970. światowy system (ład) zarządzania przepływem informacji, który miał być wdrażany w stosunkach międzynarodowych pod wpływem rozszerzających się i pogłębiających więzi pomiędzy wszystkimi państwami, a nie tylko wymuszany przez bogate kraje Pierwszego Świata. Ład taki obejmowałby zrównoważony i wolny obieg informacji, różnorodność jej źródeł i środków, promowanie pokoju i praw człowieka oraz ochronę zawodową dziennikarzy. 
Proponowany program i termin wywodził się ze środowisk politycznych Trzeciego Świata: jednym z ich pomysłodawców był premier Tunezji Hédi Amara Nouira, który go zgłosił w  1976 roku na forum ONZ, ale w latach późniejszych doczekał się też analiz naukowych. Pod wpływem krytyki, szczególnie ze strony Stanów Zjednoczonych w latach 1980, m.in. obaw wprowadzenia światowej cenzury, większość z jego postulatów nie została zrealizowana.